# Mawashi-geri

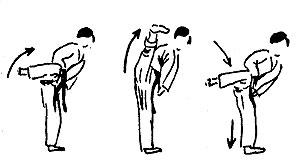

Mawashi-geri (回し蹴り) est le nom en japonais d'une technique de pied circulaire venant des arts martiaux.
C'est un coup de pied circulaire exécuté en faisant pivoter la hanche puis le pied d'appui. Les surfaces de frappe utilisées sont soit le bol du pied (koshi) soit le dessus du pied (haisoku). Le coup utilisant le bol du pied, trop dangereux dans les combats sportifs autant pour l'assaillant (tori) que pour le défenseur (uke), n'est pas autorisé en compétition par la plupart des règlements des différentes disciplines. En revanche, lors de démonstrations techniques ou d'exercices codifiés avancés, l'usage du bol de pied, plus exigeant d'un point de vue physique, est parfois utilisé.

## À noter
Bien que très utilisé dans la pratique moderne du karaté en général, il n'existe que le kata unsu comprenant un mawashi-geri exécuté un genou au sol.
Si le mawashi geri est lancé avec la jambe de tête, la jambe de tête s'élève directement du sol, se mettant dans une position avec le genou plié en arrière et pointant vers la zone cible souhaitée sur l'adversaire. Sans s'arrêter, la jambe supérieure tourne vers l'intérieur selon l'angle sous lequel le coup de pied sera lancé, et enfin, la jambe inférieure sort pour frapper l'adversaire, puis revient immédiatement vers l'intérieur.